# De Collega's
De Collega's is een Vlaamse tragikomische reeks gemaakt door de openbare omroep BRT. Ze liep drie seizoenen lang, van 9 september 1978 tot 21 februari 1981. Er werden in totaal 37 afleveringen gemaakt. 
De reeks speelt zich af in de kantoren van de federale overheidsdienst financiën. De ambtenaren die er werken worden karikaturaal voorgesteld: het werkritme laat veel tijd vrij die wordt opgevuld met geroddel, gekibbel, getreiter en het lezen van de krant. Eenieder heeft zijn kleine kantjes en de collega's zullen geen kans laten liggen om die uit te buiten. Er is ook drama aanwezig.
Het scenario werd geschreven door Jan Matterne, die ook het eerste seizoen regisseerde. Vincent Rouffaer regisseerde het tweede en derde seizoen. Het merendeel van de vaste acteurs van de reeks hoorde bij het toneelgezelschap Mechels Miniatuur Teater (tegenwoordig 't Arsenaal geheten).

## Hoofdrolspelers
Legenda
 = Hoofdrol
 = Bijrol
 = Gastrol
 = Geen rol
| Mandus De Vos     | Armand "Bonaventure" Veronique Verastenhoven | 12 | 13 | 12 | 37 |  |  |
| René Verreth      | Philemon Persez                              | 12 | 12 | 12 | 36 |  |  |
| Manu Verreth      | Guillaume "Jomme" Dockx                      | 12 | 12 | 12 | 36 |  |  |
| Tuur De Weert     | Gilbert Van Hie                              | 12 | 13 | 11 | 36 |  |  |
| Jaak Van Assche   | Jean De Pesser                               | 11 | 13 | 11 | 35 |  |  |
| Jacky Morel       | Hilaire Baconfoy                             | 12 | 12 | 11 | 35 |  |  |
| Nellie Rosiers    | Mireille Puis                                | 11 | 12 | 4  | 27 |  |  |
| Bob Van Der Veken | Directeur Paul Theodore Tienpondt            | 11 | 12 |    | 23 |  |  |
| Jo Crab           | Madame Arabelle Lucas                        | 11 | 8  | 1  | 20 |  |  |
| Tessy Moerenhout  | Betty Bossé                                  | 11 | 6  |    | 17 |  |  |
| Johny Voners      | Thierry De Vucht                             | 2  |    | 11 | 13 |  |  |
| Jenny Tanghe      | Jenny Vanjes                                 | 1  |    | 10 | 11 |  |  |
| Agnes De Nul      | Kris Berlo                                   |    | 9  | 9  | 18 |  |  |
| Nora Tilley       | Caroline Van Kersbeke                        |    | 4  | 12 | 16 |  |  |
| Loet Hanekroot    | Directeur-Generaal Jan Clerckx               |    | 6  | 10 | 16 |  |  |
| Heddie Suls       | Josée De Pesser                              | 2  | 1  | 1  | 4  |  |  |

## Verhaal

### Seizoen 1
Paul Tienpondt is de directeur van een overheidsdienst en treedt vaak krachtdadig en met vaste hand op. Zoals het de archetypische directeur betaamt, heeft hij steeds een sigaar in de mond. Achter zijn rug noemt men hem den Tientonner, een bijnaam die hij niet echt kan smaken. 
Philemon Persez is als afdelingschef de rechterhand van de directeur en wordt vaak door hem ingeschakeld om conflicten op de werkvloer op te lossen. Persez beschikt echter niet echt over de nodige leidinggevende capaciteiten en laat geregeld over zich heen lopen. Daarnaast zit hij gevangen in een ongelukkig huwelijk, wat hem tot een platonische relatie met zijn secretaresse Mireille Puis drijft. Hoewel ze het zelf beu is om vrijgezel te zijn, is Puis niet echt gediend van de aandacht die Persez haar geeft. 
Classificeerder Jomme Dockx is een ietwat simpele ziel die het niet kan laten om iedere dag vol bewondering over zijn zoon Adelbert te spreken. Jomme is geregeld het slachtoffer van plagerijen, ware het niet dat hij een goede band heeft met zijn collega's, in het bijzonder met typiste Betty Bossé, die aan het bureau naast hem zit. Betty is een knappe, jonge vrouw die geregeld van het ene naar het andere vriendje fladdert. 
Opsteller Jean De Pesser heeft een onschuldig oogje op haar. Hij is met zijn grote mond vaak de grappenmaker van dienst, maar achter die façade schuilt een klein hartje, vooral als het over zijn gehandicapte zoon Eddy gaat. Tot slot is er ook onderbureauchef Bonaventuur Verastenhoven, een onverbeterlijke taalpurist die eist dat iedereen het Algemeen Beschaafd Nederlands hanteert. Hij is ook een vreselijke perfectionist, wat vaak tot vertraging leidt bij de behandeling van dossiers. Zijn totaalplaatje maakt dat eigenlijk niemand het met hem kan vinden, zelfs zijn oversten niet. 
De collega's staan vaak in contact met gangwachter Hilaire Baconfoy, die Frans spreekt of Vlaams met een zwaar Brussels accent. Daar zijn job weinig inhoud heeft, komt hij nog meer dan de anderen tegen zijn zin werken en bestrijdt hij de verveling door zich met allerlei zaken te komen moeien. Hij zit er ook niet om verlegen om de collega's beet te nemen. Arabella Lucas, gemeenzaam madame Arabelle genoemd, komt tweemaal daags op het kantoor langs als koffiedame en slaat daarbij graag aan het roddelen.
In de eerste aflevering wordt een afscheidsfeestje gehouden voor de onderafdelingschef, gespeeld door Romain Deconinck, die met pensioen gaat. Terzelfder tijd wordt bekendgemaakt wie hem mag opvolgen. Zowel De Pesser als Verastenhoven hebben zich hiervoor kandidaat gesteld. De Pesser is er omwille van zijn hogere anciënniteit van overtuigd dat hij zal worden gekozen, maar uiteindelijk blijkt Verastenhoven een beter examen te hebben afgelegd. Dat Verastenhoven hun rechtstreekse leidinggevende wordt, zorgt alleen nog maar voor meer haat van de collega's jegens zijn persoon. 
De job van klerk wordt intussen ingenomen door Gilbert Van Hie, een salonanarchist die er niet voor terugdeinst om in te gaan tegen het hiërarchisch gezag. Op die manier wordt hij al snel goed bevriend met De Pesser, die nog lange tijd misnoegd blijft rond deze hele historie.
Halverwege het seizoen komen de collega's erachter dat Betty een relatie heeft met de zoon van de directeur. Het maakt Tienpondt razend dat zijn zoon aanpapt met een meisje van beneden zijn stand. Hoewel de meeste collega's de kant van Betty kiezen, laat Tienpondt haar prompt overplaatsen. De nieuwe typiste, Jenny Vanjes, is echter een harde tante die de kantoorsfeer dermate naar beneden haalt dat Tienpondt haar alweer snel aan de deur zet. Betty keert vervolgens weer gewoon terug.
Thierry De Vucht, zoon van een senator, wordt plots ongevraagd op de afdeling neergeplant. Doordat er geen plaats voor een extra medewerker is voorzien, moet Jomme zijn bureau afstaan en houdt hij enkel nog een stoel over, wat volgens het reglement ook het enige is waar een classificeerder recht op heeft. Jomme voelt zich gekleineerd en krijgt zelfs een inzinking die hem een tijdje thuis houdt. Op een dag komt De Vucht niet meer opdagen en blijkt hij een job te hebben gekregen in een buitenlands consulaat. Op die manier gaat alles weer naar het oude en krijgt Jomme zijn werkplek terug.

### Seizoen 2
De kantoren zijn grondig verbouwd en de collega's nemen hun intrek op een nieuwe verdieping. Bij de werken is ook het keukentje van madame Arabelle verdwenen, waardoor zij is bevorderd tot mess-bediende in de kantine. Halverwege het seizoen stapt Betty Bossé op om voor haar zieke moeder te gaan zorgen. Ze wordt kortstondig vervangen door de knappe Caroline Van Kersbeke, maar uiteindelijk wordt de preutse Kris Berlo de nieuwe vaste typiste. Omwille van haar karakter en voortdurend gelispel, wordt ze vaak bespot. Voortaan komt ook de (nieuwe) directeur generaal, Jan Clerckx, geregeld in beeld en worden soms ook buitenopnamen gebruikt.
Philemon Persez lijdt doorheen het seizoen zwaar onder het stuklopen van zijn huwelijk en verschijnt regelmatig in onverzorgde, dronken en/of psychotische toestand op het werk. Wanneer directeur Tienpondt enkele weken met vakantie gaat, is het dan ook niet Persez maar wel Verastenhoven die als diens vervanger wordt aangesteld. Dit is een zware klap voor Persez en de collega's, die er eens te meer alles aan doen om hem weer op het rechte pad te krijgen. Tienpondt keert nadien nog kortstondig terug, maar neemt in de laatste aflevering afscheid van de collega's om een hoge functie te gaan opnemen bij de dienst Ontwikkelingssamenwerking.

### Seizoen 3
Het seizoen start met een behoorlijk aantal wijzigingen in het personeelsbestand. Behalve Paul Tienpondt is immers ook Mireille Puis abrupt verdwenen. Over haar vertrek doen vreemde geruchten de ronde, maar niemand lijkt te weten hoe de vork precies in de steel zit. Jenny Vanjes, die in het eerste seizoen tijdelijk inviel als typiste, keert terug als nieuwe secretaresse. 
Kris Berlo is bevorderd tot de persoonlijke secretaresse van de directeur-generaal en is als typiste vervangen door Caroline Van Kersbeke, tevens een oude bekende van de collega's, uit het tweede seizoen. Madame Arabelle is in afwachting van haar pensioen op ziekenkas gesteld en komt op één aflevering na niet meer in beeld.
In de eerste aflevering wachten de collega's de beslissing af over de opvolging van Tienpondt. Verastenhoven is zegezeker, maar ziet de bui al hangen wanneer senatorszoon Thierry De Vucht, bekend uit het eerste seizoen, plots weer zijn opwachting maakt en net als hem een aanstellingsbrief kan voorleggen. En ook Philemon Persez, die intussen weer helemaal de oude is, verschijnt met datzelfde document op het toneel. Uiteindelijk wordt deze fout van hogerhand rechtgezet en wordt Persez directeur, Verastenhoven afdelingschef en De Vucht onderafdelingschef.
Na enige tijd duikt Mireille Puis weer op en vertelt ze haar ex-collega's dat ze inmiddels een BOM (Bewust Ongehuwde Moeder) is geworden. Zij en Persez, die inmiddels gescheiden is, groeien naar elkaar toe en hij besluit om Jenny Vanjes te ontslaan om zo Mireille haar oude job te kunnen teruggeven. Daarnaast krijgt Persez in de voorlaatste aflevering de opdracht om te besparen en één werknemer te selecteren die zal worden overgeplaatst naar het departement Streekeconomie. Hij kiest ervoor om afscheid te nemen van Verastenhoven. Hoewel Verastenhoven in een ultieme smeekbede Persez wil laten geloven dat híj de enige vriend van de directeur is, vertelt Persez hem dat hij voor Verastenhoven, van alle collega’s, het minste vriendschap voelt. De twee hebben in het verleden namelijk vaak harde woorden met elkaar gehad. Verastenhoven verlaat aangeslagen het lokaal.
In de allerlaatste aflevering krijgt Verastenhoven het als wraakactie voor elkaar dat de gehele afdeling van Persez wordt opgeheven en alle collega's naar andere departementen worden overgeplaatst. Nog eenmaal komen ze in hun oude kantoor samen om naar de reisverhalen van Jomme Dockx, die kort daarvoor is teruggekeerd van een reis naar het bedevaartsoord Lourdes, te luisteren.

## Afleveringen
| Seizoen 1 | Seizoen 2 | Seizoen 3 |
| --- | --- | --- |
| Aflevering 1: Met pensioen Aflevering 2: De hoed Aflevering 3: De valies Aflevering 4: De stoel Aflevering 5: Het huurhuis Aflevering 6: De brief Aflevering 7: De zoon Aflevering 8: De ideeënbus Aflevering 9: De liefde Aflevering 10: De diefstal Aflevering 11: De stembriefjes Aflevering 12: Het feest | Aflevering 1: De verhuizing Aflevering 2: Alainke Aflevering 3: De examens Aflevering 4: De inspectie Aflevering 5: De gijzeling Aflevering 6: De nieuwe typiste Aflevering 7: De bijverdienste Aflevering 8: De archiefkamer Aflevering 9: De tijdelijken Aflevering 10: De aprilgrap Aflevering 11: De groentewinkel Aflevering 12: De plechtige communie Aflevering 13: De vakantie | Aflevering 1: De muur Aflevering 2: De beeldende kunst Aflevering 3: De quiz Aflevering 4: De ruzie Aflevering 5: De enquête Aflevering 6: De computer Aflevering 7: De reddingsoperatie Aflevering 8: De robotfoto Aflevering 9: Het dossier Aflevering 10: De tijdelijke Aflevering 11: Eén man te veel Aflevering 12: De kantoortuin |

## Ontstaan
Het idee van de reeks werd eerst niet goed bevonden door de BRT, dus schreef Jan Matterne een theaterversie onder eenzelfde naam dat door het Mechels Miniatuur Teater - grotendeels bestaande uit dezelfde cast als in de latere serie - in 1976 werd opgevoerd. In het stuk wil dienstchef Persez voor zijn afdeling een personeelsfeest organiseren, maar niemand heeft interesse. Dat stuk was zo succesvol dat BRT uiteindelijk toch zijn fiat gaf.

## Langspeelfilms

### De collega's maken de brug
In 1988 kwam er een onder de titel De kollega's maken de brug een langspeelfilm in de bioscoop rond de personages uit de televisiereeks. In het verhaal raken zij op een brugdag opgesloten in hun kantoorgebouw, wat tot een aantal conflicten leidt. Bob Van Der Veken, Jaak Van Assche, Tuur De Weert, René Verreth, Manu Verreth, Tessy Moerenhout, Nora Tilley, Jacky Morel, Mandus De Vos, Martin Gyselinck en Heddie Suls hernamen voor deze film hun rol uit de tv-reeks.

### De Collega's 2.0
In het najaar van 2018 verscheen onder de titel De Collega's 2.0 een tweede afgeleide langspeelfilm, met in de hoofdrollen een nieuwe groep collega's, vertolkt door onder meer Ben Segers en Steve Geerts. Uit de oorspronkelijke cast hernamen Jaak Van Assche, Tuur De Weert, René Verreth, Nora Tilley, Johny Voners, Nel Rosiers, Agnes De Nul en Heddie Suls hun gekende personages in een cameo. Regisseur Jan Verheyen liet weten dat acteur Jacky Morel niet meer kon terugkeren vanwege gezondheidsproblemen. Acteur Bob Van Der Veken vertelde in Van Gils & gasten dat ook hij was teruggevraagd, maar weigerde omdat hij vond dat men De Collega's moest laten rusten.

## Nalatenschap
De serie genoot eind jaren 70, begin jaren 80 grote populariteit in Vlaanderen. Hoewel het karakter van Paul Tienpondt het publiek zeer aansprak, wordt seizoen 3 toch algemeen beschouwd als de "leukste en meest aansprekende" reeks.
In de stripreeks De Kiekeboes belt Charlotte in het album De Haar-Tisten in strook 11 naar een "collega van Kiekeboe". De man die het telefoontje beantwoordt is Persez.
In het zesde seizoen (aflevering Bij Xavier) van de tv-serie F.C. De Kampioenen spelen Bob Van Der Veken, Jacky Morel en Manu Verreth een gastrol als hun personages Tienpondt, Baconfoy en Jomme Dockx en worden ook De Pesser en Van Hie vernoemd. Het gezelschap blijkt inmiddels op het ministerie van Werkgelegenheid aan de slag.
Midden jaren 90 werden er drie video's uitgebracht met het beste uit De Collega's. De hele reeks is inmiddels ook op dvd uitgebracht. De reeks is ook integraal te bekijken op VRT MAX en dat tot 31-12-25.